# Peter Merz

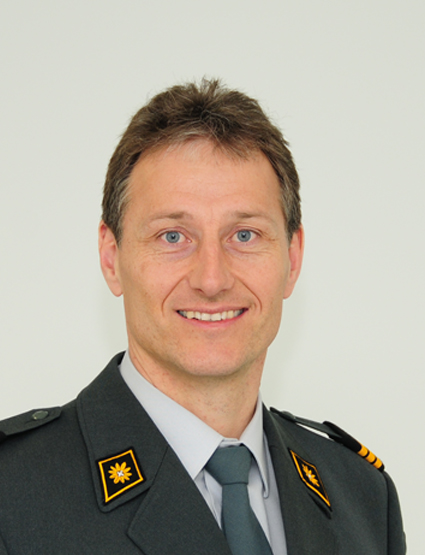
Peter Merz

Peter «Pablo» Merz (* 1968) ist ein Schweizer Berufsoffizier im Range eines Divisionär,  Kommandant der Schweizer Luftwaffe und zukünftiger CEO der Skyguide.

## Leben
Merz ist gelernter Lastwagenmechaniker und absolvierte im Anschluss die Berufsmittelschule. Er fliegt seit 1988 und trat 1990 ins Überwachungsgeschwader der Luftwaffe ein. Ausgebildet wurde er auf dem Pilatus PC-7, De Havilland DH.100 Vampire und Northrop F-5 und 1998 auf den McDonnell Douglas F/A-18 umgeschult. Als Kampfjetpilot – später auch Fluglehrer – war er 16 Jahre lang auf dem Militärflugplatz Dübendorf stationiert, zuletzt als Kommandant der Fliegerstaffel 11. Gleichzeitig absolvierte er die Generalstabsausbildung und flog 10 Jahre als Mitglied des PC-7 Teams – eine Kunstflugstaffel der Schweizer Luftwaffe – davon die letzten drei Jahre als Leader. Nach dem Ende der Jetfliegerei in Dübendorf wurde er für weitere zehn Jahre auf dem Militärflugplatz Meiringen eingesetzt; zuerst als Geschwaderkommandant später als Flugplatzkommandant. 2008 wurde er zusätzlich noch Testpilot für die Evaluation eines neuen Flugzeuges und als der Typenentscheid auf die Saab Gripen fiel, wurde er zum Chef Einführung Gripen erkoren. Aber bei der Eidgenössische Abstimmung über die Beschaffung des Gripen entschied der Souverän gegen die Beschaffung eines neuen Kampfflugzeuges. Zwischen 2015 und 2017 arbeitete Merz als Chef Planung und Operationen im Luftwaffenstab. Von Oktober 2017 bis Ende 2020 ist er Projektleiter für das neue Kampfflugzeug, über welches das Schweizer Volk am 27. September 2020 erneut abstimmen konnte (Eidgenössische Abstimmung über die Beschaffung neuer Kampfflugzeuge) und dieses Mal für die Beschaffung eines neuen Flugzeuges war. Am 1. Januar 2021 übernimmt er von Claude Meier die Aufsicht des Modernisierungsprojektes Air2030 der Schweizer Luftwaffe und am 1. Juli 2021 löste er Divisionär Bernhard Müller als Kommandant der Luftwaffe unter gleichzeitiger Beförderung zum Divisionär ab. Per 1. November 2025 übernimmt Merz die Leitung von Skyguide.
Peter Merz ist verheiratet und hat einen Sohn und zwei Töchter.